# Sensible Soccer
Sensible Soccer, ibland förkortat till Sensi, är en serie fotbollsspel som blev populära under 1990-talets början. Det första spelet släpptes 1992.

## Spel
| Titel                                                  | Släppår | Format | Noterbart (alla versioner urvecklade av Sensible Software om ej annat anges) |
| ------------------------------------------------------ | ------- | --- | --- |
| Sensible Soccer                                        | 1992    | Amiga, Amiga CD32, DOS, Atari ST, SNES, Game Boy, Mega Drive, Atari Jaguar, Mega-CD, Sega Game Gear, Sega Master System, Acorn Archimedes | Standardspelet. Konsol- och Acornversionerna är baserade på Sensible Soccer 92/93 version, men heter "Sensible Soccer". |
| Sensible Soccer 92/93                                  | 1992    | Amiga, Atari ST | Uppdaterad version av Sensible Soccer, med gula och röda kort |
| Sensible Soccer International Edition                  | 1993    | Amiga, Amiga CD32, Atari ST, Mega Drive, Atari Jaguar                                                                                     | Uppdaterad version, med VM-turnering och domare på skärmen. Atari Jaguar-version av Glenn Williams för Renegade Software |
| Sensible World of Soccer                               | 1994    | Amiga, DOS | Signaturmelodin "Goal Scoring Superstar Hero" komponerades av Richard Joseph och Jon Hare. |
| Sensible World of Soccer 95–96                         | 1995    | Amiga, DOS | Uppdaterad version av Sensible World of Soccer. |
| Sensible World of Soccer European Championship Edition | 1995    | Amiga, DOS, | Uppdaterad version av Sensible World of Soccer. (DOS-versionen konvererad av Wave Software). |
| Sensible World of Soccer 96–97                         | 1996    | Amiga, DOS | DOS-versionen konvererad av Wave Software. |
| Sensible World of Soccer 97–98                         | 1997    | Amiga | Inofficiellt uppdaterad version av (Amiga) skapad av Gideon och Dom Cresswell med flera. |
| Sensible World Of Soccer 97–98 World Cup Edition       | 1998    | Amiga | Inofficiellt uppdaterad version av Sensible World of Soccer 96–97 (Amiga) skapad av Gideon och Dom Cresswell med flera. Utgiven exklusivt till CU Amiga Cover CD i juli 1998. Uppdaterad med 32 VM-lag + uppdaterad grafik. |
| Sensible Soccer 98                                     | 1998    | DOS, Windows | 3D-version. |
| Sensible Soccer 98 European Club Edition               | 1999    | PlayStation, Windows | Uppdatering (Playstation-eversionenn konverterades av Krisalis Software). |
| Sensible Soccer Mobile                                 | 2005    | Java | Utvecklades av Tower Studios åt Kuju Wireless |
| Sensible Soccer 2006                                   | 2006    | Windows, PS2, Xbox | Första originalspelet på sju år (utvecklat av Kuju Sheffield och Jon Hare) |
| Sensible Soccer Skillz                                 | 2006    | Java | Utvecklat av Cobra Mobile |
| Sensible World of Soccer                               | 2007    | Xbox Live Arcade, Windows Vista | Remake-version av Sensible World of Soccer 96–97 till Xbox Live Arcade och Windows Vista (outgiven), utvecklades av Kuju Sheffield                                                                                          |

### Fotnoter
1. ↑  ”Sensible Soccer games” (på engelska). Mobygames. http://www.mobygames.com/game-group/sensible-soccer-games. Läst 18 maj 2015.